# Пам'ятник Андрію Первозванному (Київ)
Пам'ятник святому апостолу Андрію Первозваному в Києві розташований в історичному центрі міста на площі Андрія Первозванного навпроти Аскольдової могили.
Андрій Первозваний, перший із учнів Христа, вважається святим покровителем України. За давньоруським літописом він проповідував на землях Русі, а дійшовши до Києва, поставив хрест на горах та провістив славу місту, яке має на них виникнути.
Пам'ятник апостолу був відкритий у 2000 році з нагоди 2000-річчя Різдва Христового; виготовлений коштом Громадського фонду св. Андрія Первозванного. Автори — скульптори В. Швецов, О. Сидорук, Б. Крилов, архітектори М. Жаріков, Р. Кухаренко. 
У 2001 році майданчик, на якому розташований пам'ятник, — перетин Паркової дороги та Дніпровського узвозу — отримав назву площа Андрія Первозванного. 

## Опис
Постать апостола Андрія на повний зріст вирізьблена зі світло-сірого граніту, вирізняється лаконічністю та узагальненням. Святий зображений з піднесеною для благословення правою рукою; він зодягнений у довгий хітон та плащ, лівою рукою спирається на довгу палицю. Високий постамент пам'ятнику являє собою гранітну брилу неправильної форми, що нагадує про гору, з якої проповідував апостол у Києві. Висота скульптури становить 4,0 м, постаменту — 3,6 м.
До природного пагорбу, на якому пам'ятник встановлено, ведуть сходи і доріжка, вимощені бруківкою. Позаду пам'ятнику — невисока підпірна стіна, складена з каменю; на ній закріплені бронзові дошки з анотаційними написами, в нішах розміщені світильники.